# Myrcia cujabensis
Myrcia cujabensis är en myrtenväxtart som beskrevs av Otto Karl Berg. Myrcia cujabensis ingår i släktet Myrcia och familjen myrtenväxter. Inga underarter finns listade i Catalogue of Life.